# Lonkan
Lonkan est une localité du comté de Nordland, en Norvège.

## Géographie
Administrativement, Lonkan fait partie de la kommune de Hadsel.